# Katharina Pistor
Katharina Pistor (Freiburg im Breisgau, 23 mei 1963) is een Duitse juriste die sinds 2001 verbonden is aan de Columbia-universiteit in New York. Ze is aan de law school van de universiteit de Edwin B. Parker-hoogleraar rechtsvergelijking en directeur van het Centre on Global Legal Transformation. Haar onderzoek en onderwijs omvat ondernemingsrecht, corporate governance, geld en financiën, eigendomsrechten, rechtsvergelijking en recht en ontwikkeling. Ze heeft veel gepubliceerd in juridische en interdisciplinaire tijdschriften en is auteur en coauteur van verschillende boeken. Vooral haar boek The Code of Capital, How the Law Creates Wealth and Inequality (Princeton University Press, 2019), waarin ze uitlegt hoe de wet het creëren en ongelijk verdelen van rijkdom vormgeeft, kreeg internationale weerklank. Dit boek werd door de Financial Times uitgeroepen tot een van de  beste boeken van 2019 op het gebied van economie.

## Eerbetoon
- Katharina Pistor ontving op 9 juli 2012 van de Max-Planck-Gesellschaft de Max Planck Research Award.[4]
- Katharina Pistor ontving op 6 november 2020 van de Erasmus Universiteit Rotterdam een eredoctoraat.[5]

## Publicaties (selectie)
- 1999 - The Role of Law and Legal Institutions in Asian Economic Development (met Philip A. Wellons)
- 2000 - Eigentumsreform mittels institutioneller Investoren, Eine rechtsökonomische Analyse der Massenprivatisierung in Rußland und der Tschechischen Republik
- 2003 - Unternehmensgruppen in Mittel- und Osteuropaischen Landern: Entstehung, Verhalten und Steuerung aus rechtlicher und ökonomischer Sicht (met Klaus J. Hopt en Christa Jessel-Holst)
- 2004 - Law and Governance in an Enlarged European Union (met George Bermann)
- 2010 - Law & Capitalism: What Corporate Crises Reveal about Legal Systems and Economic Development Around the World (met Curtis J Milhaupt)
- 2012 - Legal Origin Theory (met Simon Deakin)
- 2015 - Governing Access to Essential Resources (met Olivier de Schutter)
- 2019 - The Code of Capital, How the Law Creates Wealth and Inequality
- 2019 - The Rule of Law and Economic Reform in Russia (met Jeffery Sachs)